# وست‌فیردیر
وستفیوردز (به لاتین: Westfjords) یکی از منطقه‌های کشور ایسلند است که در شمال غربی آن واقع شده‌است.

## خصوصیات
وستفیوردز ۲۲٬۲۷۱ کیلومترمربع مساحت و ۷٬۳۰۰ نفر جمعیت دارد.